# Deleornis
Deleornis és un gènere d'ocells de l'ordre dels passeriformes i la família dels nectarínids (Nectariniidae) que habita a la selva humida de l'Àfrica central i Occidental.

## Descripció
Ocells amb bec curt i recte, no corbat cap avall. Cua quadrada. Ambdós sexes semblants. Sense colors metàl·lics, les plomes del pit tenen tons taronja. Probablement són insectívors.

## Taxonomia
Segons la classificació del Congrés Ornitològic Internacional (versió 4.1, 2014) aquest gènere està format per dues espècies:
- Deleornis axillaris - suimanga capgrís.
- Deleornis fraseri - suimanga de Fraser.

Aquestes dues espècies han estat incloses al gènere Anthreptes i també considerades conespecífiques. El gènere va ser descrit per Wolters 1977.